# Radio del Museo Reina Sofía
La Radio del Museo Reina Sofía (o también RRS) es la radio online del Museo Reina Sofía. Creada en 2010, pretende contextualizar, seguir investigando, comentar y extender la actividad de la institución a través de lo sonoro.

## Contenido

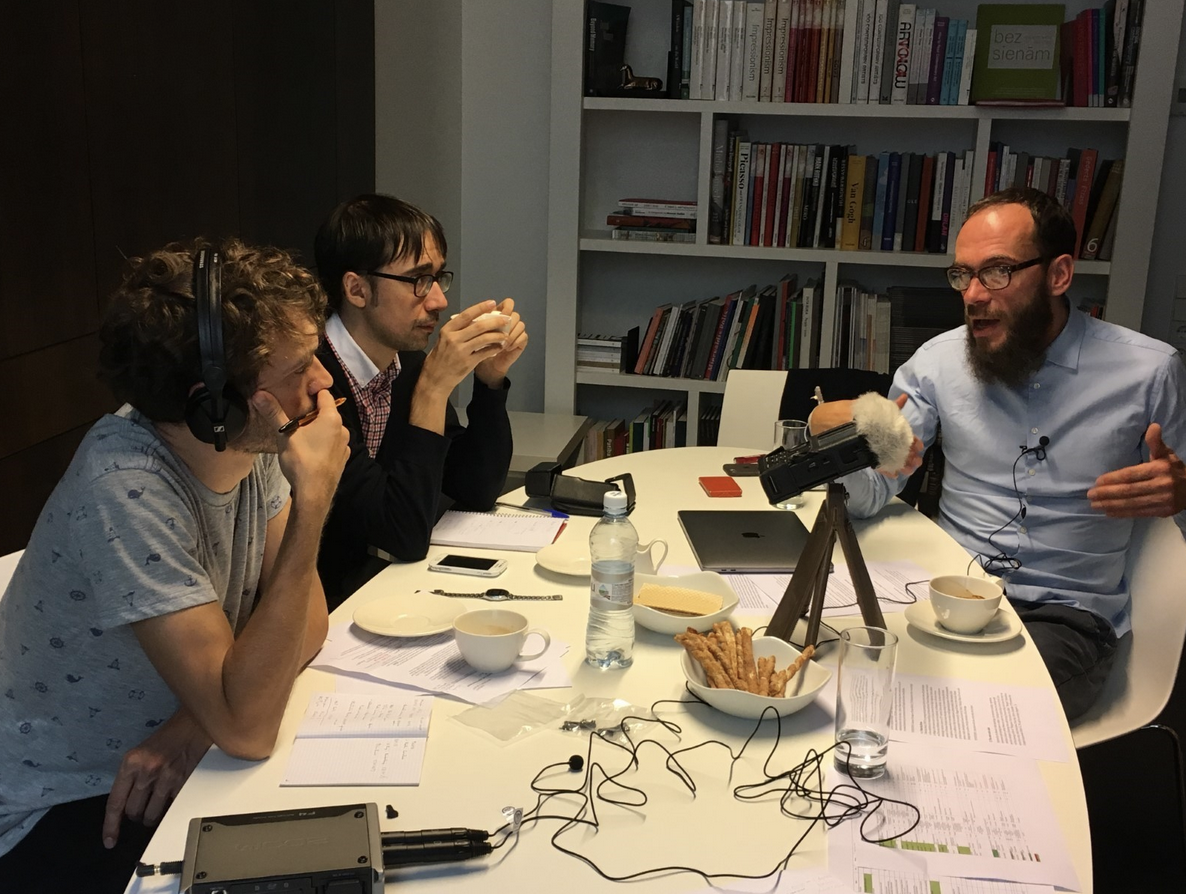
José Luis Espejo y Rubén Coll entrevistan a Kaspars Vanags en Riga para la cápsula You’ve got 1243 unread messages de la Radio del Museo Reina Sofía

Cuenta con más de 300 cápsulas, entre las que se encuentran entrevistas a David Toop, Franco Berardi “Bifo”, Laurie Anderson, Adam Curtis, Paul B. Preciado, Evgeny Morozov, Albert Serra, Rogelio López Cuenca, Dora García, Cildo Meireles, Daniel G. Andújar, Cristina Iglesias, Sarah Maldoror, Ignacio Gómez de Liaño, Keeanga-Yamahtta Taylor, Rita Segato, Meg Stuart, Stephen F. Eisenman, Kenneth Goldsmith, Harun Farocki, Janet Cardiff, George Bures Milleo, Ngũgĩ wa Thiong'o, Susan Campos Fonseca, Antonio Negri, Chris Killip, Michael Hardt o Jacques Rancière, entre otros.
La RRS también recoge radioensayos o amplios trabajos de investigación hechos para ser escuchados, donde cada recurso de audio funciona como una cita bibliográfica. Destacan los dedicados a colectivos como el Neue Slowenische Kunst (NSK), a artistas tales como Richard Hamilton, Carl Andre, Jean Dubuffet, Belkis Ayón y Salvador Dalí o a temáticas como el estudio de las distintas tecnologías y medios presentes (antes de Internet) en la cotidianidad de la Riga soviética, la fascinación por la realidad como espacio vibratorio, el poder de la voz y sus peculiaridades políticas, estéticas e históricas, o un acercamiento sonoro a la música marroquí, en tanto que objeto de fascinación y forma de resistencia.
Junto con todo ello, en la RRS se guardan producciones sonoras exclusivas realizadas por artistas como Clara de Asís, Sarah Davachi, crys cole, Burrow Collective, Lucrecia Dalt, Regina de Miguel o EVOL. También playlists creadas para acompañar exposiciones y microsites de la Colección y es el archivo de las actividades que han tenido ido sucediendo en el Museo Reina Sofía a lo largo de los años, como seminarios internacionales, los ciclos de cine o el programa de conciertos Archipiélago.
En octubre del año 2021 tuvo lugar su décimo aniversario, durante el cual se presentó una cápsula llamada 10 AÑOS. 11004 y 22148, que a modo de celebración se resolvía como un resumen aleatorio de todo lo acaecido. 

## Historia

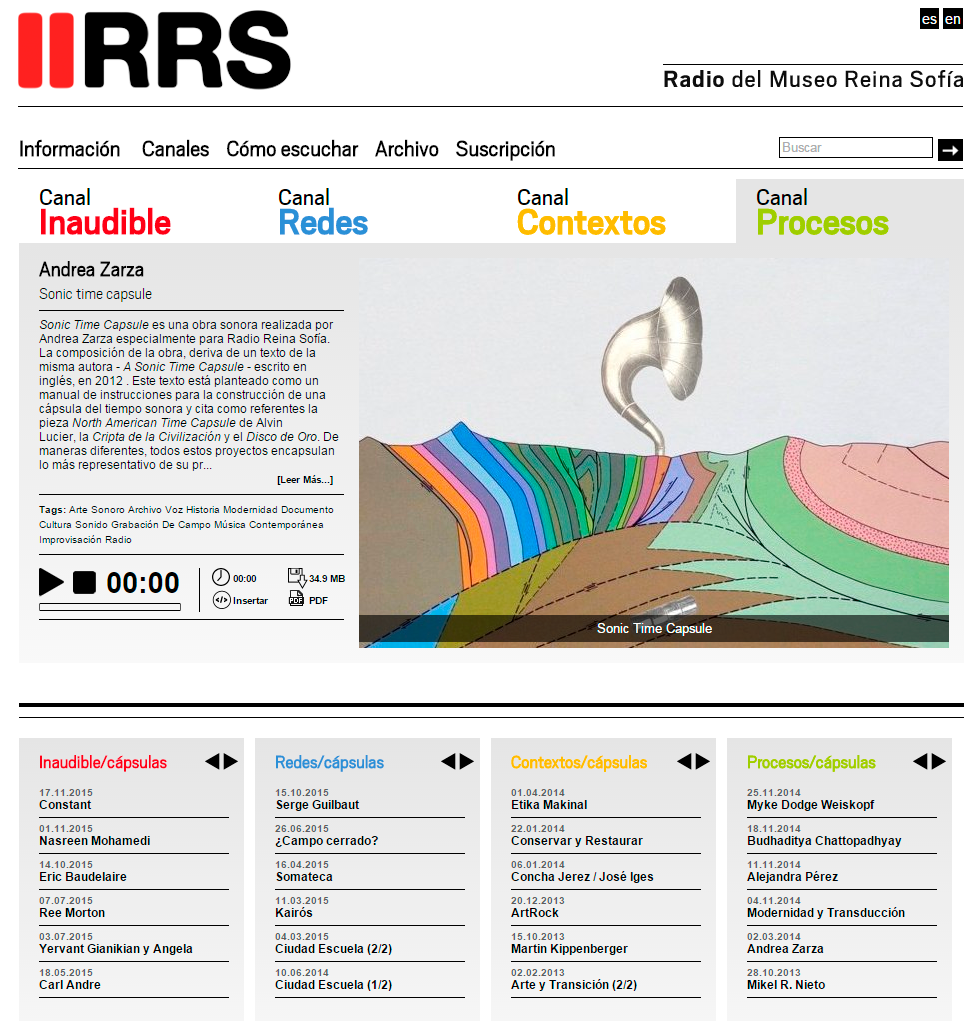
Captura de pantalla de la interfaz de la RRS en 2015

En el año 2010, el Museo Reina Sofía realizó el encargo a algunos de los editores de Mediateletipos.org, dedicados a la difusión de la cultura aural y el arte sonoro, de elaborar un proyecto de radio para la institución. Aunque ya por aquel entonces se fijaron ciertas bases de lo que es la actual RRS, dicho proyecto no se terminó de materializar hasta un año después. En ese momento, se recogió todo el trabajo realizado hasta la fecha por Chiu Longina, Berio Molina, Xoan-Xil López y José Luis Espejo y se estableció un plan concreto, un equipo habitual —José Luis Espejo, María Andueza, Rubén Coll, Agnès Pe, Arnau Horta y Javi Álvarez, coordinado por Olga Sevillano— y una amplia red de colaboradores.
Esta organización externa de realizadores, investigadores y guionistas ha seguido creciendo y expandiéndose a lo largo de los años, y en la actualidad comprende a creadores como Javi Álvarez, Arnau Horta y Gloria G. Durán, entre otros. También, aunque las raíces de la RRS se encuentran en intentar responder a la pregunta: “¿es posible ampliar la producción cultural desde las disrupciones al régimen de lo visual?”, y en tomar como hilo conductor la propia programación del Museo, desde el año 2016 la Radio del Museo Reina Sofía se ha ido convirtiendo de manera orgánica en un ente cada vez más autónomo y específico. Esto es, la Radio ha sido capaz tanto de seguir acompañando a la institución como de, para la mayor parte de su producción desde entonces, elaborar nuevos temas capaces de rebasarla.

## Canales
La Radio del Museo Reina Sofía está organizada en cuatro grupos distintos o canales, dedicado cada uno de ellos a acercarse y desarrollar unas temáticas y conceptos concretos. 

### Inaudible
Las cápsulas que se enmarcan dentro de este canal pretenden abordar y presentar las exposiciones temporales y los programas audiovisuales que van teniendo lugar en el Museo Reina Sofía. De esta forma, dentro Inaudible es posible encontrar las entrevistas realizadas a los comisarios y a los artistas que participan en cada una de las determinadas muestras y actividades. En este canal se encuentran también radioensayos creados con motivo o como complemento de alguno de los proyectos expositivos o audiovisuales del Museo. Entre ellos, es posible destacar la cápsula dedicada a la exposición Encuentros con los años 30, por ser la primera en la que se utilizó una de las voces del propio equipo de la RRS para hablar sobre una muestra.

### Redes
Este canal pretende abordar con sus cápsulas los distintos proyectos de investigación y debate que se desarrollan en el Museo y alrededor de él. Se enfoca especialmente en todo aquello que acontece desde el Centro de Estudios y las residencias de Investigación, recogiendo el archivo oral de los seminarios y encuentros y las entrevistas a figuras representativas de los debates culturales contemporáneos que han pasado en algún momento por la institución. Así pues, en este canal se subraya lo acaecido en eventos como Estudio, un programa anual comisariado por Isabel de Naverán dedicado a la coreografía y la performance, y conversaciones con personalidades como Adam Curtis, Antonio Negri, Laurie Anderson, Keeanga-Yamahtta Taylor, Rita Segato o Teresa Ralli.

### Contextos
Este conjunto de cápsulas se centra en la Colección del Museo, en atender y repensar sus numerosas líneas de investigación y sus principales planteamientos. Todo ello, por supuesto, subrayando un aspecto tradicionalmente ignorado: el de lo sonoro. Recoge entonces recorridos a través de las salas y por los artistas que las pueblan utilizando como hilo conductor tanto las entrevistas como complejos radioensayos, como el denominado El 92 cava con todo y que toma como excusa las salas de la reordenación dedicadas a la Exposición Universal de Sevilla de 1992. Junto con todo ello, en este canal se encuentran también playlists relacionadas con los distintos microsites realizados sobre la Colección, como el denominado Fuera del canon, la serie de cápsulas Genealogías sonoras, dedicada a figuras destacadas de la música experimental y el arte sonoro del siglo XX, la audioguía de la Colección narrada por Isidoro Valcárcel Medina y entrevistas con los integrantes del Archivo Central y el Departamento de Conservación y Restauración del Museo.

### Procesos
Este canal se encarga de recoger toda una serie de producciones específicas que se han hecho para la RRS, así como el resultado de los programas de creación sonora que han tenido lugar en el Museo. Se propone como un espacio para la experimentación, desarrollando la capacidad de lo sonoro para explorar y penetrar en dinámicas y temáticas complejas. Comprende entonces el archivo de eventos tales como Archipiélago, el ciclo de conciertos que permite adentrarse en la complejidad del mundo contemporáneo a través de la escucha, y guardando según la edición, las actuaciones o las entrevistas de los artistas participantes. Y, en este cruce entre la música, el ruido, lo radiofónico y el arte, aparece también el programa de Javi Álvarez denominado Con las ondas en la masa, el proyecto de Radio Sicalipsis y las numerosas piezas de creación sonora de encargadas a artistas, como el ciclo de Ecolalias o las realizadas por Clara de Asís o Pablo Sanz.

## Programas destacados
La Radio cuenta con una serie de proyectos comisariales de escucha que se extienden a lo largo del tiempo y que atienden a líneas de investigación importantes e inéditas.

### Genealogías sonoras
Desde el año 2016, esta serie pensada y realizada por Arnau Horta para el canal Contextos propone la escucha de la obra de algunas de las figuras más destacadas de la música experimental y el arte sonoro del siglo XX.  Para ello, Horta se encarga de entrevistar a aquellos artistas que han retomado algunos aspectos de su legado sonoro y lo han incorporado, de un modo u otro, a sus propias creaciones. De esta manera, estas cápsulas contienen tanto una conversación en la que los artistas descubren de qué modo las ideas y los sonidos de sus antecesores “perviven” en su trabajo, como fragmentos sonoros extraídos del universo de cada creador o creadora protagonista. Un “prestar” la escucha al oyente que hasta ahora ha contado con la participación de artistas como Eleh (John Brian), Peter Kutin, Thomas Ankersmit , Olivia Block, Jim O’Rourke y Steven Roden, quienes han compartido su visión de Eliane Radigue, Christina Kubisch, Maryanne Amacher, Harry Bertoia, Phill Niblock  y Rolf Julius, respectivamente.  

Animación creada por Javi Álvarez para su programa Con las ondas en la masa en la Radio del Museo Reina Sofía

### Con las ondas en la masa. Una colección de fuegos reunidos
Esta es una colección de cápsulas producidas por Javi Álvarez desde el año 2016 en las que se encarga de entrevistar a distintos artistas en relación con su trabajo sonoro y en las que se presentan algunas de sus piezas inéditas o que bien han sido producidas para la ocasión. En la actualidad contiene más de trece capítulos, donde aparecen los siguientes creadores: Rafael Martínez Pozo, Víctor Nubla, Severine Beata, Sr. Anido, Javier Díez Ena, Archipiel, Cris Blanco, J. G. G., Pablo Peña, Marc Vives, Za!, Menina Arroutada & GLITCHGIRL y Tumba Swing.  Atender a la calidad de la producción y se ha hecho un vinilo de una de las entrevistas, concretamente de Tumba Swing.  

### Radio Sicalipsis (un equilibrio inverosímil)
Este espacio radiofónico surge tras la presentación de la lista de reproducción Sicalípticas, vanguardistas sin saberlo. Con la peor doble intención, 1907 – 1940 realizada por Gloria G. Durán y Miguel Molina-Alarcón para la Radio del Museo Reina Sofía. En ella, acumulaban toda una serie de canciones propias de la Edad de Plata y que ya rebuscaban en el sentido indefinido de la sicalipsis.  
Por su parte, Radio Sicalipsis propone más en profundidad por ese término confuso y que tiñó la vida española de las tres primeras décadas del siglo XX. A lo largo de los diversos capítulos que componen esta serie, Gloria G. Durán –acompañada de diversos invitados– propone un acercamiento a la figura del dandi, de las mujeres galantes, galaxias inventadas, regímenes severos, entre otros. Todo ello para, desde la sicalipsis, pensar de nuevo el pasado e intentar imaginar un futuro más interesante.